# Rhegmoclema leleupi
Rhegmoclema leleupi är en tvåvingeart som beskrevs av Cook 1960. Rhegmoclema leleupi ingår i släktet Rhegmoclema och familjen dyngmyggor.
Artens utbredningsområde är Tanzania. Inga underarter finns listade i Catalogue of Life.